# Elezioni parlamentari in Grecia del dicembre 1915
Le elezioni parlamentari in Grecia del dicembre 1915 si tennero il 19 dicembre [6 dicembre 1915 del calendario giuliano]. Le elezioni furono boicottate da Eleftherios Venizelos e dal suo partito, il Partito dei Liberali, in quanto incostituzionali, a seguito di uno scontro con il re Costantino I sulla partecipazione del paese alla prima guerra mondiale. Venizelos considerava la Grecia uno stretto e fedele alleato del Regno Unito di Gran Bretagna e Irlanda e della Terza Repubblica francese, mentre Costantino I, che era affiliato al Casato di Hohenzollern (la famiglia reale tedesca), favoriva la neutralità.
Anche se il corpo elettorale sostenne Venizelos, Costantino insistette sulla sua posizione e non esitò a confrontarsi con il governo democraticamente eletto. Venizelos si dimise e si ritirò temporaneamente dalla ribalta politica, portando la crisi al suo punto peggiore.
Alle elezioni parteciparono solo i partiti di destra. In pochi mesi la crisi sarebbe diventata quasi una guerra civile (nell'evento noto come "Scisma Nazionale") tra i sostenitori di Venizelos, che crearono un proprio governo a Salonicco, e il governo ufficiale di Atene che nel mentre restò sotto il controllo di Costantino.

## Risultati
| Partito                                | Voti    | % | Seggi |
| -------------------------------------- | ------- | - | ----- |
| Nazionalisti                           |         |   | 256   |
| Sostenitori di Georgios Theotokis      |         |   | 21    |
| Sostenitori di Dimitrios Rallis        |         |   | 18    |
| Sostenitori di Dimitrakopoulos         |         |   | 5     |
| Sostenitori di Ion Dragoumis           |         |   | 5     |
| Indipendenti dell'Epiro settentrionale |         |   | 19    |
| Indipendenti                           |         |   | 11    |
| Totale                                 | 334 945 |   | 335   |
| Fonte: Nohlen & Stöver                 |         |   |       |